# Sneffels
Snæfellsjökull é um vulcão com glaciar situado no oeste da Islândia, na península de Snæfellsnes, com uma elevação de 1446 m. Dependendo das condições climáticas, ele pode ser visto de Reykjavík, a uma distância de 120 km. Sua última erupção foi aproximadamente no ano 200 d.C.. A montanha é famosa devido à obra Viagem ao centro da Terra de Júlio Verne na qual os protagonistas encontram neste vulcão uma caverna que os levaria às profundezas da Terra.
"Aquele é o Snaefellsjokull ... um dos mais notáveis em toda a ilha, e certamente destinado a ser o mais célebre do mundo, por meio de sua cratera vamos chegar ao centro da Terra" - Trecho de Viagem ao centro da Terra.
Em agosto de 2012 houve um degelo total, fenômeno observado pela primeira vez na história recente.